# ㄹ

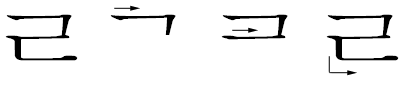
筆順

ㄹは、ハングルを構成する子音字母のひとつ。4番目の字母（『訓蒙字会』以降。『訓民正音』当時は最初の「ㄱ」から濃音を含めなければ16番目、濃音も含めれば22番目）。名称はリウル（리을）。流音を表す字母であり、音素は初声では/r/, 終声では/l/で表される。

## 音声
母音と母音の間では、舌端で歯茎を軽く弾くことで作られる歯茎はじき音[ɾ]であることが一般的である。ただし、強勢のない音節では舌端が歯茎に触れることなく歯茎接近音[ɹ]で発音される場合も多い。また後続する子音が/ㅎ/である場合もこれらの音で発音される（ゆっくりと強調する場合を除く）。
音節末（休止や子音の前）あるいはㄹ同士が重なって現れる場合、舌尖をややそらせて歯茎後部に密着させ、舌の両脇を開放することによってできる隙間から出すそり舌側面接近音[ɭ]であることが一般的である。ただし、ㄹ同士が重なって現れた後に母音/ㅣ/（[i]）やj系の二重母音/ㅑ，ㅕ，ㅛ，ㅠ/が続く場合、硬口蓋側面接近音[ʎ]となる。
また未来連体形語尾の場合は、続く平音を濃音化する。漢字語では、終声ㄱ，ㅁ，ㅂ，ㅇにㄹが続く場合、閉鎖音は鼻音化し、ㄹは /n/ で発音される。ただし、北朝鮮では鼻音 + /r/ で発音することが一部許容されている。
韓国においては、漢字語の語頭に/ㄹ/が立たないという頭音法則がある。このため/ㄹ/を頭子音にもつ漢字語が語頭に来る場合は、/ㄴ/で発音される。
- 도로（道路）
- 노선（路線）

また/ㅣ/，/ㅑ/，/ㅕ/，/ㅖ/，/ㅛ/，/ㅠ/の前では、さらに漢字音/ㄴ/が無音（ㅇ）になる頭音法則が適用される。
- 논리（論理）
- 이론（理論）

ただし、外来語においては語頭でも/ㄹ/が立つことができ、その場合は母音間と同じく歯茎はじき音[ɾ]で発音される。
一方、北朝鮮では頭音法則は適用されず、語頭の/ㄹ/が維持され、朝鮮語の南北差における顕著な例となっている。
- 로선（路線）
- 리론（理論）

| 音価 | 終声字                     | 複合終声字           | 複合終声字 |
| 音価 | 終声字                     | 前                   | 後         |
| ---- | -------------------------- | -------------------- | ---------- |
| ㄱ   | ㄱ, ㅋ, ㄲ                 | ㄳ                   | ㄺ         |
| ㄷ   | ㄷ, ㅅ, ㅆ, ㅈ, ㅊ, ㅌ, ㅎ |                      |            |
| ㅂ   | ㅂ, ㅍ                     | ㅄ                   | (ㄼ), ㄿ   |
| ㄹ   | ㄹ                         | ㄼ, ㄽ, ㄾ, ㅀ, (ㄺ) |            |
| ㄴ   | ㄴ                         | ㄵ, ㄶ               |            |
| ㅁ   | ㅁ                         |                      | ㄻ         |
| ㅇ   | ㅇ                         |                      |            |

## 訓民正音
『訓民正音』初声体系では半舌音の不清不濁に分類されており、訓民正音の世宗序では「半舌音如閭字初發聲」と規定されている。また、その字形は『訓民正音解例』制字解によるとㄴと同じく舌の形に象った異体の字とされる。
字母の名称は『訓蒙字会』（1527年）により리을（リウル、梨乙）と名付けられた。
訓民正音によれば、不清不濁であるため、終声に用いれば「平上去声」となるとされていた。一方で、漢字音のt入声は現実の伝来漢字音では終声ㄹに対応している。これについては、訓民正音ではこれでは「入声にならない」としてㄷ終声とすべきだとし、その一方で東国正韻では入声の閉鎖音的な特性を持たせるためにㆆを付け加えて終声をㅭとしていた（以影補来）が、いずれも人工的な音で現実の漢字音を反映しているものではなかった。

## 合成語での変化
合成語において、前の語根の最後が/ㄹ/で、後ろの語根の頭子音が/ㄴ, ㄷ, ㅅ, ㅈ/の場合、/ㄹ/が脱落する現象が発生する。固有語がほとんどだが、漢字語でも불（不）が부になることがある。例：화살（矢）、소나무（松）、부당（不当）、따님（お嬢さま）。また、一部の場合は/ㄹ/が/ㄷ/に変化する現象が発生する。例：숟가락（スプーン）、섣달（旧暦12月）、이튿날（翌日）、반짇고리（裁縫箱）。

## ラテン文字転写
文化観光部2000年式、マッキューン＝ライシャワー式ともに初声はr、終声はlと表記される。ㄹ同士が重なっている場合は、2つあわせてllとなる。
ただし、企業名や人名、団体名では初声でもlで表したり、頭音法則でㄴやㅇに変わる場合であっても、頭音法則を適用しない場合の発音をもとに転写する場合もある。（例：李（姓の一つ、本来 리 だが頭音法則により 이 となる）→Lee,Rheeなど）

## 文字コード
| 名称                   | 用途   | コード | HTML実体参照コード | 表示 |
| HANGUL LETTER RIEUL    | 単体   | U+3139 | &#12601;           | ㄹ   |
| HANGUL CHOSEONG RIEUL  | 初声用 | U+1105 | &#4357;            | ᄅ   |
| HANGUL JONGSEONG RIEUL | 終声用 | U+11AF | &#4527;            | ᆯ     |